# Hemerophanes percopeza
Hemerophanes percopeza är en fjärilsart som beskrevs av Collenette 1954. Hemerophanes percopeza ingår i släktet Hemerophanes och familjen tofsspinnare. Inga underarter finns listade i Catalogue of Life.